# Cataxia pulleinei
Cataxia pulleinei är en spindelart som först beskrevs av William Joseph Rainbow 1914.  Cataxia pulleinei ingår i släktet Cataxia och familjen Idiopidae. Inga underarter finns listade i Catalogue of Life.